# Dato Odin Sinsuat
Datu Odin Sinsuat es un municipio filipino de la provincia de Maguindánao del Norte. Según el censo de 2000, tiene 71 569 habitantes en 13 270 casas.

## Barangayes
Datu Odin Sinsuat se divide políticamente a 34 barangayes.
| - Ambolodto - Awang - Badak - Bagoenged - Baka - Benolen - Bitu - Bongued - Bugawas - Capitón - Dados - Dalican Población | - Dinaig Proper - Dulangan - Kakar - Kenebeka - Kurintem - Kusiong - Labungan - Linek - Makir - Margues - Nekitan | - Mompong - Sapalan - Semba - Sibuto - Sifaren (Sifaran) - Tambak - Tamontaca - Tanuel - Tapian - Taviran - Tenonggos |